# Urocordylus
Urocordylus is een geslacht van uitgestorven basale Tetrapoda met een amfibische levenswijze, die behoort tot de Nectridea. Hij leefde in het Laat-Carboon (ongeveer 318 - 314 miljoen jaar geleden) en zijn fossiele overblijfselen zijn gevonden in Ierland.

## Kenmerken
De fossielen van Urocordylus, ongeveer vijftien tot twintig centimeter lang, suggereren dat de vorm en afmetingen vergelijkbaar waren met die van de huidige salamanders: een dun en langwerpig lichaam en een zeer langwerpige staart. Vooral dit laatste was een fundamenteel kenmerk van Urocordylus en van diens verwanten: de staart had bijna drie keer de lengte van het lichaam en was sterk zijdelings afgeplat, dankzij de aanwezigheid van sterk ontwikkelde haemaalbogen onder de wervels en van wervelbogen erboven, die min of meer gelijk hoog waren. De romp had slechts negentien wervels, terwijl de achterpoten vrij kort maar niet klein waren. In tegenstelling tot de andere nectarden had Urocordylus nog steeds vijf vingers aan zijn handen. Het zitbeen en het schaambeen waren niet stevig met elkaar verbonden, terwijl het dijbeen sterk was en het scheenbeen en kuitbeen ongeveer twee derde van de lengte van het dijbeen hadden.
Over de schedel van Urocordylus is niet veel bekend, maar hij moet vrij kort zijn geweest en de oogkassen stonden in de lengterichting in het midden. De jukbeenderen waren losjes verbonden met de schedel en het bovenkaaksbeen raakte de oogkas niet. Vreemd genoeg waren, ondanks de waarschijnlijke aquatische gewoonten van Urocordylus, de typische craniale groeven voor de laterale lijnen niet aanwezig.

## Naamgeving
Urocordylus wandesfordii werd voor het eerst beschreven in 1866 door Edward Perceval Wright en Thomas Henry Huxley, op basis van fossielen in de herfst van 1864 gevonden door William Bookey Brownrigg in het Jarrow-gebied van Ierland en daterend uit het Laat-Carboon. De geslachtsnaam betekent 'gordelstaart'. De soortaanduiding eert de landeigenaar, de Earl of Wandesforde. Het holotype is TCD T83. Brownrigg was begin 1865 van plan zelf een groot aantal nieuwe taxa te beschrijven maar Huxley bood later dat jaar aan het werk te doen. Tegenwoordig is uit zijn correspondentie bekend dat het aanbod niet geheel onbaatzuchtig was: zijn doel was Natural History Review te redden, een blad waarvan hij hoofdredecteur geworden was en dat ten onder dreigde te gaan door een gebrek aan fossiele vondsten in Ierland. Huxley publiceerde een voorlopig artikel waarin de taxa benoemd werden, de suggesties van Brownrigg volgend over wie door soortaanduidingen geëerd moesten worden. Begin 1866 wees William Hellier Baily erop dat hij de fossielen eerder geïllusteerd had en daarbij namen had gesuggereerd zodat het bedenkelijk was dat Huxley met de eer ging strijken. Naar huidige regels is Huxley de naamgever maar indertijd waren de normen nog niet geconsolideerd. In 1866 publiceerden Wright en Huxley een uitgebreider artikel met illustraties door Joseph Dinkel.

## Fylogenie
Urocordylus is het gelijknamige geslacht van de urocordyliden, een groep 'amfibieën' uit de orde Nectridea met een uitzonderlijk langwerpige staart, met duidelijke aquatische gewoonten. Tot deze familie behoren ook de Amerikaanse Ptyonius en de Europese Sauropleura. Urocordylus scalaris uit de Tsjechische Republiek werd soms toegeschreven aan het geslacht Urocordylus, dat een paar miljoen jaar jonger is, maar wordt gewoonlijk  beschouwd als behorend tot het geslacht Sauropleura.

## Paleobiologie
Waarschijnlijk was Urocordylus een uitstekende zwemmer en bracht hij weinig tijd door op het land: hij zwom door middel van de golvende bewegingen van het lichaam en de lange, afgeplatte staart, het belangrijkste voortstuwingsmiddel. De korte poten werden waarschijnlijk gebruikt om het dier door de moerassen in het Carboon te leiden. Zijn prooi moet uit kleine vissen en primitieve geleedpotigen hebben bestaan. Het is niet duidelijk waarvoor de zeer kinetische schedel van Urocordylus en verwante geslachten werd gebruikt; misschien zorgde de hoge mobiliteit van de kaken ervoor dat het dier de prooi waarop het jaagde, effectiever kon doorboren (Carroll et al., 1998).